# بيت براونينج
بيت براونينج (بالإنجليزية: Pete Browning)‏ هو لاعب كرة قاعدة أمريكي، ولد في 17 يونيو 1861 في لويفيل في الولايات المتحدة، وتوفي بنفس المكان في 10 سبتمبر 1906.

## وصلات خارجية
- بيت براونينج على موقع دوري كرة القاعدة الرئيسي (الإنجليزية)
- بيت براونينج على موقعبيزبول رفرنس.كوم (الدوري الرئيسي) (الإنجليزية)
- بيت براونينج على موقعبيزبول رفرنس.كوم (الدوري الثانوي) (الإنجليزية)
- بيت براونينج على موقع إي إس بي إن.كوم (أم.أل.بي) (الإنجليزية)
- بيت براونينج على موقع مشجعي الرسوم البيانية (الإنجليزية)